# Kensuke Kazama
Pour les articles homonymes, voir Kazama.
Kensuke Kazama (風間 健介, Kazama Kensuke, né le 18 septembre 1960 et mort en juin 2017) est un photographe japonais qui a longtemps vécu et photographié la ville autrefois minière de Yūbari dans Hokkaidō.

## Biographie
Né à Tsu dans la préfecture de Mie, Kazama déménage à Tokyo en 1978 et y tient des expositions deux ans plus tard. En 1987, il s'installe à Nanporo dans l'Hokkaidō, et deux ans plus tard à Yūbari.
Les photographies que fait Kazama de la ville d'Yūbari de ses mines abandonnées et de tout l'appareillage minier sont en noir et blanc, réalisée avec un appareil photographique de moyen format pour les détails et une petite ouverture pour une grande profondeur de champ, souvent associés à une composition formelle. Mitsugu Ōnishi souligne que les résultats « vont à l'encontre de la tendance des photos de ruines ». À partir de 1994, ses photographies d'Yūbari paraissent dans les revues Nippon Camera et Asahi Camera; Il participe aussi régulièrement au Higashikawa Photofesta.
En 2002, Kazama remporte le 18e prix Higashikawa ainsi que le prix de la Société de photographie du Japon dans la catégorie « espoirs » et le 18e prix de la Société de photographie en 2006 (pour son album Yūbari).
En mars 2006, Kazama s'installe à Mitaka, Tokyo. Ses photographies ultérieures du proche parc d'Inokashira, qui emploient la même technique que ses photographies de Yūbari, ont été publiées.
Kazama déménage plus tard à Sayama (préfecture de Saitama), où en 2010 il travaille plus avec des photogrammes, montages d 'échantillons alimentaires et de chips légèrement modifiés pour ressembler à des visages dans un porte-négatif spécialement construit et agrandissement des résultats.
En 2014, il s'installe à Tateyama, dans la préfecture de Chiba, où il continue la photographie. Dû à son isolement de la vie publique, son décès n'a été confirmé qu'en juin 2017, lorsque son corps a été retrouvé dans sa maison de Tateyama.

## Albums de Kazama
- Live. Auto-publié, 1980.
- Sorachi tankō isan sanpo (そらち炭鉱遺産散歩?), « Promenades dans les vestiges des mines de charbon de Sorachi »). Sapporo : Kyōdō Bunkasha, 2003.  (ISBN 4-87739-088-X). Avec des photos de Kazama
- Kazama Kensuke shashinshū: Yūbari (風間健介写真集：夕張?) / Kensuke Kazama Photographic Collection: Yubari. Sapporo: Jyuryousya, 2005.  (ISBN 4-902269-14-7). Texte et légendes en japonais et anglais.

## Source
- (ja) Ichii Yasunobu (市井康延?). Monokuro o yaru ningen niwa anshitsu ga hitsuyō (モノクロをやる人間には暗室が必要?), « Les gens qui travaillent en noir et blanc ont besoin d'une chambre noire »). Shashin Kōgyō (写真工業?), mai 2007, pp. 102, 103. Article à propos de la chambre noire/domicile de Kazama.